# Tấn công Jakarta 2016
Ngày 14 tháng 1 năm 2016, nhiều vụ nổ và đấu súng đã diễn ra gần Trung tâm Mua sắm Sarinah ở trung tâm Jakarta, Indonesia, tại giao lộ của hai đường phố Jalan Kyai Haji Wahid Hasyim và Jalan MH Thamrin.. Ít nhất 7 người (bao gồm cả năm kẻ tấn công) được báo cáo đã thiệt mạng trong các cuộc tấn công. Tổng cộng là 5 kẻ tấn công có liên quan và Nhà nước Hồi giáo Iraq và Levant bị tình nghi đứng đằng sau các cuộc tấn công. ISIL đã đe dọa rằng, Indonesia sẽ là mục tiêu sau các vụ tấn công ở Paris vào cuối năm 2015. 3 kẻ tình nghi đã bị bắt.
Một vụ nổ đã xảy ra trong một quán cà phê Starbucks, một vụ nổ khác ở mặt tiền của trung tâm mua sắm Sarinah và một vụ nữa tại một đồn cảnh sát ở bên ngoài trung tâm mua sắm. Hai người nước ngoài được cho là đã chết, trong đó theo tường thuật có một người Canada. Vụ tấn công cũng xảy ra gần một trung tâm thông tin của Liên Hợp Quốc, cùng một khách sạn sang trọng và các đại sứ quán nước ngoài, trong đó có của Pháp. Các báo cáo cho rằng một viên chức Liên hiệp quốc người Hà Lan đã bị trọng thương trong các vụ tấn công.
Tổng thống Indonesia Joko Widodo, đang có chuyến thăm và làm việc tại Cirebon, tây Java, đã ra lệnh cho lực lượng an ninh truy lùng thủ phạm các vụ tấn công tại trung tâm Jakarta. Ông Joko đã cắt ngắn chuyến thăm đến Cirebon và đang trên đường trở về Jakarta.

## Phản ứng
- Nhật Bản: Thủ tướng Abe Shinzō nói rằng ông bị sốc và căm phẫn về vụ tấn công, đồng thời tuyên bố Nhật Bản sẽ sát cánh với Indonesia, mạnh mẽ lên án những kẻ khủng bố và không bao giờ khoan dung đối với những hành động như vậy.[8]
- Singapore: Một phát ngôn viên của Bộ Ngoại giao Singapore lên án các vụ tấn công và nói rằng Singapore ủng hộ Indonesia trong việc đưa những người chịu trách nhiệm ra trước công lý.
- Anh Quốc: Cơ quan Thịnh vượng chung và Đối ngoại khuyên người Anh làm theo hướng dẫn của các cơ quan và hạn chế di chuyển xung quanh các khu vực bị ảnh hưởng[9].
- Hoa Kỳ: Đại sứ quán Mỹ ở Jakarta khuyến khích người Mỹ phải tránh xa khu vực xung quanh Khách sạn Sari Pan Pacific và Sarinah Plaza[10].
- Hà Lan Hà Lan Bộ trưởng Bộ Ngoại giao Bert Koenders lên án các cuộc tấn công và đề nghị giúp đỡ để các thuộc địa cũ của Hà Lan[11].
- Úc: Bộ trưởng Ngoại giao Julie Bishop ban hành một tuyên bố nói rằng cô đã liên lạc với Bộ trưởng Ngoại giao Indonesia Retno Marsudi, cung cấp bất kỳ hỗ trợ Indonesia cần để đối phó với các cuộc tấn công. Bà cũng nói rằng chính phủ Úc lên án các vụ tấn công. Bộ Ngoại giao và Thương mại Úc cũng khuyên người dân Úc hạn chế sự di chuyển và làm theo hướng dẫn của cơ quan chức năng.[12]
- Người phát ngôn Bộ ngoại giao Việt Nam cho biết Việt Nam cực lực lên án các vụ khủng bố, "chúng tôi xin gửi lời chia buồn sâu sắc đến Chính phủ Indonesia và gia đình các nạn nhân và tin tưởng mạnh mẽ rằng thủ phạm của vụ tấn công sẽ bị trừng trị thích đáng."